# أناليا ياريس
أناليا ياريس (بالإسبانية: Analia Yaryes) مواليد 9 أغسطس 1993، هي لاعبة كرة يد باراغوايانية تلعب كحارس مرمى. مثلت منتخب باراغواي لكرة اليد للسيدات.

## سجل المنافسة
شاركت في البطولات التالية:
- بطولة العالم لكرة اليد للسيدات 2013